# Nazionale maschile di beach soccer dell'Uruguay
La nazionale di beach soccer dell'Uruguay rappresenta l'Uruguay nelle competizioni internazionali di beach soccer ed è controllata dalla Asociación Uruguaya de Fútbol (AUF).

## Squadra attuale
Aggiornata al 2009:
| N. |                    | Ruolo | Calciatore |
| -- | ------------------ | ----- | ---------- |
| 1  | Uruguay (bandiera) | P     | Diego      |
| 2  | Uruguay (bandiera) | D     | Fabricio   |
| 3  | Uruguay (bandiera) | A     | Ricar      |
| 4  | Uruguay (bandiera) | D     | Coco       |
| 5  | Uruguay (bandiera) | D     | Pampero    |
| 6  | Uruguay (bandiera) | A     | Martin     |

| N. |                    | Ruolo | Calciatore |
| -- | ------------------ | ----- | ---------- |
| 7  | Uruguay (bandiera) | D     | Parrillo   |
| 8  | Uruguay (bandiera) | D     | Miguel     |
| 9  | Uruguay (bandiera) | A     | Oli        |
| 10 | Uruguay (bandiera) | A     | Fabian     |
| 11 | Uruguay (bandiera) | A     | Matias     |
| 12 | Uruguay (bandiera) | P     | Leandro    |

Allenatore:  Venancio Ramos